# دهستان برنطین
دهستان بِرِنطین، یکی از دهستان‌های بخش مرکزی شهرستان رودان در استان هرمزگان ایران است. مرکز این دهستان، روستای برنطین است. 

## ویژگی ها
دهستان برنطین ازنظر موقعیت جغرافیایی، در قسمت جنوبی شهرستان رودان قرار دارد. اکثر مردم دراین ناحیه باغ‌دار و کشاورز هستند و به گویش رودانی تکلم میکنند.

## جمعیت
بر پایه سرشماری عمومی نفوس و مسکن در سال ۱۳۹۵، جمعیت دهستان برنطین برابر با ۶،۶۲۳ نفر بوده‌است.